# Mostremp, cinéma rural au Pallars
 (novembre 2022).
Le contenu est difficilement compréhensible vu les erreurs de traduction, qui sont peut-être dues à l'utilisation d'un logiciel de traduction automatique.
Mostremp, cinema rural al Pallars est un festival de cinéma de thématique rurale qui se déroule annuellement depuis 2012 en août en Catalogne, dans la ville de Tremp et dans d'autres localités des comarques du Pallars Jussà et Pallars Sobirà dont l'intention est d'approcher le cinéma au territoire. Il est organisé par l'Associació Mostremp Amics del Cinema de Tremp et la Mairie de Tremp.
Le festival concentre les meilleurs courts métrages sur la ruralité, au sens large du terme. Il est actuellement le seul festival de courts métrages avec cette thématique dans tout le territoire catalan et l'un des rares à niveau national,,.

## Histoire
Le festival est né d'une initiative du directeur artistique Josep Rosell et du musicien et divulgateur culturel Lluís Roy avec la promesse de faire un festival de cinéma à Tremp. Les deux premières éditions ont été dirigées conjointement par Josep Rosell et Lluís Roy, et à partir de la troisième édition (2014), Roy a dirigé les suivantes éditions en solitaire jusqu'à la cinquième (2016), À partir de la sixième édition (2017), le vidéographe Jose Bergés a pris le relais jusqu'à l'actualité.
La première édition a eu lieu a Tremp les 24 et 26 août 2012 avec le titre Mostremp, festival de cinéma rural. Depuis la première édition, les directeurs n'ont pas spécifié le concept du monde rural, un concept assez large pour que les cinéastes puissent l'explorer librement,.
Toutes les éditions se conforment autour des projections des courts métrages de la section officielle conjointement avec les activités suivantes :
- Inauguration du festival : Projection d'un long métrage ou d’un documentaire hors de concours suivi de la présentation des actes du festival[8].
- Festa del cinema : Dîner de gala ouvert au public du territoire avec les directeurs invités, le jury officiel de l'échantillon et les différents organisateurs.
- Section enfantine et juvénile : Sélection des courts métrages créés par des élèves d'écoles et lycées. Dans cette section on peut trouver le prix enfantin pour les élèves de moins de 13 ans et le prix Víctor del Val pour les élèves entre 13 et 17 ans.
- Table ronde : Espace de réflexion avec des théoriciens du domaine cinématographique qui comprend plusieurs thèmes d'intérêt général. À la première édition on a  traité la frontière comme un scénario cinématographique éminemment rural
- Fermeture : Cérémonie de remise des prix par le jury des meilleurs courts métrages de l’édition en cours et projection d’un film hors compétition[8].

Dans cette première édition, Pedro Casaldáliga a consacré quelques mots au festival où il a expliqué la nécessité de réfléchir sur le monde rural et le cinéma et où il a apprécié l'initiative de l'association Amis du Cinéma de Tremp pour mettre en œuvre la première exposition de Cinéma Rural Mostremp.
La deuxième édition du festival s'est célébrée entre le 23 et le 25 août 2013 avec le titre qui deviendra définitif Mostremp, cinéma rural au Pallars. Nouveautés exceptionnelles de cette année-là, la section Pallars&Curts a été créée, où des courts métrages tournés à Pallars Jussà et Pallars Sobirà ont été projetés; il s'est organisé le Vermut de Cine, un apéritif avec les directeurs des courts métrages sélectionnés. De plus, à partir de cette édition, Josep Rosell a établi le design du prix de Mostremp : le Trofeu Terradets (Trophée Terradets), lequel représente le serré de Terradets: le pas du fleuve Noguera Pallaresa à travers la cordillère du Montsec, au Pallars Jussà. Entre les activités réalisées, une journée de cinéma iranien s’est produite à Talarn en profitant de la présence au festival du cinéaste iranien Ahmad Moradi. Ici, ils ont projeté les courts métrages du réalisateur Keywan Karimi, cinéaste qui a été réprimandé à son pays pour le contenu de ses courts métrages, produits par Moradi. Ce fut la première édition dans laquelle ils ont invité les directeurs participants à présenter les films et participer aux colloques,,,.
Le troisième Mostremp a lieu entre le 21 et le 24 août  2014. Dans cette édition s'est consolidé le prix Pallars&Ribagorça (Pallars&Ribagorce) avec le but de renforcer les créateurs audiovisuels du territoire. De plus, l'acte Festivals Amis se réalise, où se projette une sélection de courts métrages de l'Exposition Internationale de Cinéma Ethnographique et de la Mòstra de Cinèma Occitan. Pour la première fois, la Caravana Puck s’invite, une caravane habilitée comme un cinéma où se projettent des courts métrages d'animation d'auteurs internationaux, à faire partie des actes du festival.
En 2015 on célèbre la quatrième édition du Mostremp comme nouveautés, on réalise le colloque Déshabillons la Tètent avec Mariel Sòria et Manel Barceló. On crée aussi la section Finestra d'Actualitat (Fenêtre d'Actualité), une sélection de courts métrages hors concours non liés à la thématique rurale. Et il s'organise un atelier de création de courts métrages à la ville de Talarn donné par la directrice et scénariste Judith Colell et le directeur Jordi Cadena,,,.
Le cinquième Mostremp se célèbre entre le 18 et le 21 août  2016 En plus des actes déjà consolidés du festival, il se crée l'exposition Anys de Cinema (Années de cinéma), un parcours pour les dix-neuf cinémas du Pallars et l'impact du cinématographe aux comarques du Pallars. La Table Ronde de cette édition a aussi tourné autour de ce thème, avec la présence de projectionnistes et propriétaires des cinémas pallaresos / du Pallars déjà disparu,
La sixième édition est célébrée du 24 au 27 août 2017. Ces années regroupent une série d'activités avec le nom Mostremp al carrer (Mostremp à la Rue) comme sont le Marché de Cinéma, une initiative pour définir les commerces de Tremp avec la thématique cinématographique; la Table Ronde, où les similitudes et différences entre le théâtre et le cinéma sont traités avec des personnages célèbres, comme Cales Manrique, Mónica López, Xavier Atance et Annabel Castan ; le vermut de cine (Vermut du Cine), avec les directeurs des courts métrages invités ; activités enfantines et l'exposition Plató Pallars un recueil des panneaux des films roulés au Pallars Jussà et au Pallars Sobirà. Toutes les activités sont réalisées en plein air devant le cinéma du festival.
La septième édition se déroule les 23 et 26 août 2018. Parmi les nouveautés de cette année, la projection de Filmets Geoparc, un recueil de films documentaires des geoparcs nationaux en célébrant la récente création du Geoparc Origines au bassin de Tremp,.
Le huitième Mostremp s'est célébrée du 24 au 27 août  2019. De cette édition nous pouvons souligner la masterclass du producteur exécutif et assistant de production David Casas ou la renouvelée Fête du Cinéma avec un marché à la rue de repas et boissons,,.
En raison des restrictions sanitaires de la pandémie de la COVID-19, le calendrier de l'édition 2020 du festival a été altéré pour proposer une seule projection quotidienne. De cette façon, le neuvième Mostremp s'est célébré entre le 18 et le 23 août. Bien que ce soit une année exceptionnelle, avec les mesures nécessaires, ils ont pu réaliser la plupart des comptes-rendus de chaque édition. Comme des nouveautés, cette année ont été organisées des activités comme l'atelier photographique Peindre avec la lumière pour des enfants et jeunes par le photographe Jordi Uriach, il a présenté le livre Grandes Temas du Western de l'Éditorial Dolmen, V.À., et il s'est présenté au festival Photorural, organisé par l'Association Photographique Pallars. Comme première action de cette association s'est présentée l'exposition Synonymes de celluloïd, une exposition de photographies historiques de domaine privé qui rappellent les photogrammes des grandes productions du cinéma,,,. Dans la séance inaugurale s'est projeté le premier long métrage de Lucía Alemany, L'innocencia, directrice qui avait été récompensée avec le prix du Jury par son premier court métrage 14 anys i un dia dans la cinquième édition du festival,.

## Sections et prix
Actuellement[évasif], le festival Mostremp cinéma rural au Pallars se classe selon les suivantes sections et prix :

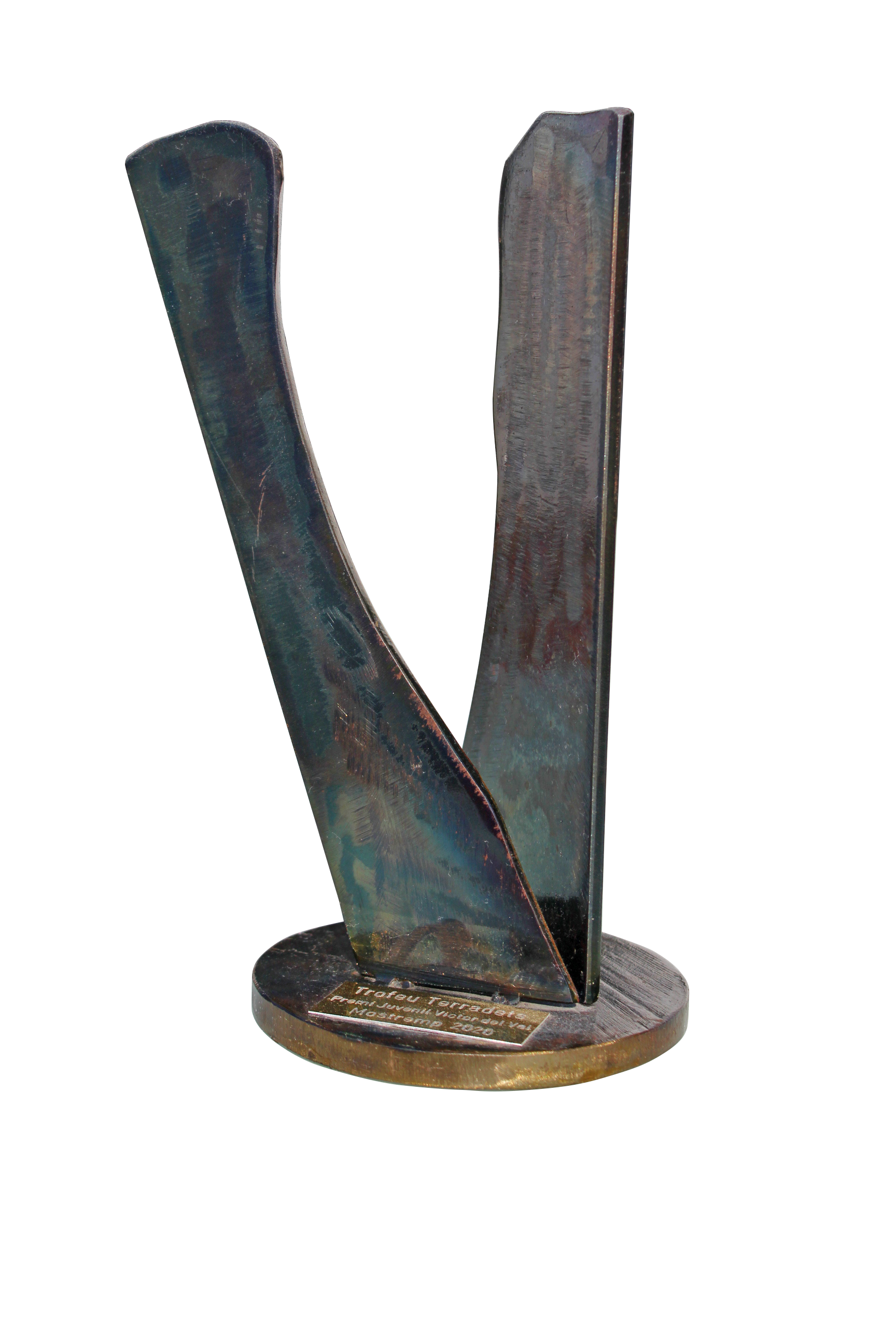
Le Trofeu Terradets (Trophée Terradets), le prix de Mostremp dessiné par Josep Rossell établi à partir de la deuxième édition (2013).

- Section Officielle : (créée en 2012) avec prix du public et prix du jury au meilleur court métrage de thématique rural à niveau international.
- Section Pallars&Ribagorça : (créée en 2014) avec prix du jury au meilleur court métrage dans les comarques Pallars Jussà, Pallars Sobirà, Haute Ribagorce et la Ribagorce aragon aise. Cette section surgit avec le but de renforcer les créateurs audiovisuels du territoire.
- Section Enfantine et Juvénile : (Créée en 2012) avec le prix Enfantin pour des enfants de moins de 13 ans et le prix Juvénile Víctor del Val pour des jeunes de 13 à 17 ans.
- Finestra d'Actualitat : (créée en 2015) est une séance de courts métrages hors concours qui ne sont pas liés avec la thématique rurale[31].

## Palmarès

### Section officielle - Prix du jury
| Année | Jury                                                           | Court métrage                 | Directeur/                                          | Pays                  |
| 2012  | Mercè Arànega, Eduard Muntada, Montse Guiu                     | Berriro Igo Nauzu             | Carlos Rodríguez                                    | Espagne               |
| 2013  | Xavier Atance, Juan Ferrer et Àlex Gorina                      | About Ndugu                   | David Muñoz                                         | Espagne               |
| 2014  | Pep Coll, Judith Colell, Ivana Miño, Kepa Sojo et Carles Porta | Espés Saskia                  | Tànit Fernández et Isaac Rodríguez Èlia Ballesteros | Espagne Royaume-Uni   |
| 2015  | Manel Barceló, Francesc Peleato, Annabel Castan et Quim Casas  | Whale Valley                  | Guðmundur Arnar Guðmundsson                         | Islande / Danemark    |
| 2016  | Maria Molins, Manel Dalmau et Pere Aumedes                     | 14 anys i un dia Lost Village | Lucía Alemany George Todria                         | - Espagne Georgia     |
| 2017  | Carles Manrique, Monica López et Francesc Betriu               | Las Vacas de Wisconsin        | Sara Traba                                          | Espagne               |
| 2018  | Neus Ballús, Laura Jou et Sílvia Quer                          | Areka                         | Begoña Vicario                                      | Espagne (Pays basque) |
| 2019  | Txe Arana, David Casas et Albert Galera                        | Slaughter                     | Saman Hosseinpuor et Ako Zandkarimi                 | Iran                  |
| 2020  | Maria Vigadañ, Santi Lapeira et Clara Barbal                   | Xoves de Comadres             | Noemí Chantada                                      | Espagne               |

### Section officielle - Prix du public
| Année | Court métrage                      | Directeur/         | Pays      |
| 2012  | Adivina quién viene a comer mañana | Pepe Jordana       | Espagne   |
| 2013  | L'estratègia de Madame Bretó       | Zoraida Roussillon | Espagne   |
| 2014  | Porsiemprejamón,                   | Ruth Díaz          | Espagne   |
| 2015  | Crevette                           | Sophie Galibert    | France    |
| 2016  | Munich                             | Natxo Fuentes      | Espagne   |
| 2017  | El andar del borracho              | Pol Armengol       | Espagne   |
| 2018  | Cunetas                            | Pau Teixidor       | Espagne   |
| 2019  | Kaset                              | Serkan Fakili      | Turquie   |
| 2020  | Sticker                            | Georgi M. Unkovski | Macédoine |

## Image du festival
Quant à l'image et au design du festival Mostremp, ces derniers ont évolué à mesure que se sont célébrés les différentes éditions.
Le logotype du festival s'est chargé de l'étude barcelonaise Ortega i Palau Disseny Gràfic. Il s’agit d'un lézard caractéristique du milieu rural. Depuis les débuts du Mostremp plusieurs designers ont été invités à faire leurs logos et de proposer leur version.
Par la première édition, le dessinateur de mode Custo Dalmau connu par sa marque Custo Barcelone a appliqué au logotype ses caractéristiques patrons vivants et frappants pour le panneau du 2012.
La deuxième édition pris en considération la dessinatrice Yolanda García en se basant sur le lézard et en y appliquant son toucher personnel basé sur la technique du patronnage
Pour la troisième édition l'illustratif multidisciplinar Sebastià Jordà connu comme Patxanet a dessiné le lézard du panneau et l'image de la espantaocells qui accompagnerait la spot de l'édition
Pour la quatrième édition s'est convoqué un concours de panneaux pour faire participer du projet aux gens du territoire. La gagnante du concours a été l'élève de l'Institut de Tremp Marta Giráldez.
L'image de la cinquième édition a résulté du concours focalisé aux professionnels du design, où la dessinatrice Creixell Solduga a gagné.
À partir de la septième édition, on confie la tâche de l'image du festival à la dessinatrice Valença Castells qui renforce la partie la plus artisanale de l'image pour l'exposition.
La réalisation des différents spots du festival a été prise en charge par Jose Bergés dans toutes les éditions,.

## Mostremp Sobre Rodes
Enfin, depuis sa première édition, Mostremp a toujours voulu sortir des limites de Tremp pour s'enfoncer dans d' autres localités du Pallars Jussà et Pallars Sobirà à travers le projet Mostremp Sobre Rodes. Avec cette initiative, le Mostremp prétend créer un réseau de projections au territoire avec un matériel audiovisuel d’accès difficile, comme ce sont les courts métrages
Le Mostremp Sobre Rodes s'est décalé jusqu'aux localités suivantes :
- Aulàs (Pallars Jussà)
- Beranui (Pallars Jussà)
- Espluga de Serra (Pallars Jussà)
- Espui (Pallars Jussà)
- Esterri de Àneu (Pallars Sobirà)
- Gerri du Sel (Pallars Sobirà)
- Garde de Noguera (Pallars Jussà)
- Isona (Pallars Jussà)
- La Peuple assurément (Pallars Jussà)
- Rialp (Pallars Sobirà)
- Sale de Pallars (Pallars Jussà)
- Sapeira (Pallars Jussà)
- Senterada (Pallars Jussà)
- Sort (Pallars Sobirà)
- Talarn (Pallars Jussà)
- La Torre de Capdella (Pallars Jussà)
- Torre de Tamúrcia (Pallars Jussà)
- Tremp (Pallars Jussà)[54],[5]